# 大塔村立豊原小学校
大塔村立豊原小学校（おおとうそんりつ とよはらしょうがっこう）は、和歌山県西牟婁郡大塔村（現 田辺市）にあった公立小学校である。

## 沿革
- 1877年 - この年に創立したものの、校舎等の設備が整っておらず民家や寺院の一部を借用して、僧侶や住民が指導する寺子屋の様態が十余年程度続いた[1]。
- 1889年8月19・20日 - 紀伊半島全体で台風による大規模な水害が発生した[2]。この影響で校舎が倒壊する[1][3]。なお、この際に校史の資料も流出し、その後7代校長の松下泰輔が再度記録を集めた際には、明治35年までしか遡ることが出来なかった。そのため、毎時35年以前の細部記録はほとんどない[1]。
- 1902年 - 民家の一部を借用し西大谷分教場を設置する[1]。
  - 6月？ - 当時の豊原村村長の橋本藤重らによって、面川集落に住む家高邦夫を学務委員として校舎の復旧を計画し、年末から工事を始める。なお、昭和62年発刊の大塔村誌では校舎完成は翌年6月となっているが、創立百年之碑では明治35年6月完成となっている。どちらが正しいのかは不明[1][3]。
- 1903年4月 - 仮校舎を設け木守分教場を設置する[1]。
- 1904年 - 本校舎天井を修繕する[1]。
- 1906年
  - 8月15日 - 西大谷分教場で自動増加に伴い校舎を新築し落成する[1]。
  - 10月1日 - 木守分教場においても新校舎が落成する[1]。
- 1911年 - 学校改築の動議があるも経済事情により断念する[1]。
- 1914年 - 児童増加に伴い増築を計画するが校地選定に際し、熊野、面川西両区の意見が一致せず、面川にある光徳寺の一部に仮教場を設ける。その後、「旧校地に地続反別七畝歩及び平面切下げ前面埋立運動場二百十六坪其他反別合計一反三畝歩あまり、之れが敷地工事は熊野字の負担として改築する。」ことを条件に校舎改築で意見が一致する[1]。
- 1915年 - 当時の豊原村村長の家高邦夫、学務委員の橋本興欠郎、校長の松下泰輔を改築委員として嘱託する。改築用材の大半は立木山を購入する一方、不足分については両区民が請負った[1]。
  - 8月15日 - 棟上式が行われる。
  - 10月 - 概略完成。
- 1916年3月10日 - 改築落成式を挙行すると同時に高等科併置の認可が下りる[1]。
- 1917年2月13日 - 郡内の青年大会が本校で行われる[1]。
- 1918年8月31日 - 大雨暴風により校地の石垣3カ所約10間が破壊される。一時敷地内も浸水する[1]。
- 1919年3月5日 - 麻疹が大流行する。児童のほぼ全員が10日間欠席する[1]。
- 1920年3月5日 - 学科練習会において、児童の作品と一坪農園（家庭菜園）の品評会が行われ、保護者ら150名が参加する[1]。
  - 10月 - 活動写真を使用した講演会と保護者会を次の日程で開く[1]。
    - 19日 - 豊原本校にて開催。保護者ら約200名が出席する。
    - 21日 - 西大谷分教場にて開催。保護者ら約100名が出席する。
    - 25日 - 木守分教場にて開催。保護者ら約150名が出席する。

  - 10月30日 - 教育勅語30年記念式を挙行する。
- 1921年5月8～14日 - 茶業季により休校し、代替措置として夏季休業の最初の6日間を授業日とする[1]。
  - 6月3・4日 - 第四部教育研究会を開催する[1]。
  - 7月31日 - 学芸会を開催する。来館者は300名に及ぶ[1]。
  - 8月18日 - この日から1週間農業補習学校を開校する。参加生徒は31名[1]。
- 1922年10月30日 - 学制頒布満50年記念式を挙行する[1]。
- 1923年2月 - 教員の私費により童謡集「子どもの国」第一号を発刊する[1]。
  - 3月15日 - 田辺高等女学校（現在の田辺高等学校）教員の益山の指導で4番までの校歌を制定する。謄写版にて印刷し、全校児童に配布する[1]。
  - 4月9日 - 学級園を玄関前に設置する[1]。
  - 5月25日 - 3日間の日程で尋常3年以上の児童20名が田辺町へ修学旅行に出発する[1]。
  - 6月19日 - 橋本豊男により飛込梯子が寄付され、川底の石を取り除き課外活動として水泳を行う。また、筏三艘も寄付される[1]。
  - この間、童謡集「子どもの国」第二号を発刊する[1]。
  - 11月15日 - 校庭にテニスコートをつくる[1]。
- 1924年11月8日 - 第四部三豊小学校連合運動会が本校で行われ、豊原本校が優勝する[1]。
- 1925年4月28日 - 農園から河岸へ土を運び運動場を拡張する[1]。
- 1928年5月4日 - 第一学級・第二学級の二個一学級を三個学級に改造するため、工事が始まる[1]。
  - 9月28日 - 第5回三豊教育総会が開催され、田辺市高山寺住職の曽我部俊雄が講演を行う[1]。
  - 12月22日 - 第4部教育研究会の三豊両村連合運動会が開かれる。豊原本校は第2位の成績となる。また、尋常6年の児童が成績優秀により優勝牌を得る[1]。
  - 1929年4月17日 - 三川村が豊原村を編入する。本校に関する合併条件として次の2か条が示された[1]。
    - 昭和5年度より豊原尋常高等小学校西大谷分教場を廃し、三川第三小学校に合併する。
    - 豊原小学校の高等科を廃し、三川村合川に乙種実業学校を設置する。但し、豊原小学校の高等科の廃止は、乙種実業学校の開講までは行わない。
- 1930年6月18日 - 西大谷分教場を廃止する[1]。
  - 7月13日 - 校庭と道路の間に土塀を築成する。運動場東北端に「聖池」を作り、東端に旗竿の礎石をつくる。設置費用は塀が39円、礎石が5円、池が9円[1]。
- 1931年11月15日 - 地元青年会員が木守分教場の運動場を拡張する[1]。
- 1933年 - 村会にて本校の高等科を廃し、第一校と合併し字合川青年会館を借入れて高等科教室を設置する。この件に対し、豊原校及び第三校学区の住民が憤慨し革正団を組織して村会議員に総辞職を要求するとともに、学区民大会において両区の児童の同盟休校を決議する。当時の坂本校長は同盟休校について説得し再考するよう促し、委員の協力も借りて休校を一日延期させることが出来たが、この年度の卒業式と4月6日の入学式は同盟休校により無期延期となる。その後、4月8日に同盟休校は解除され、4月9日に卒業式と入学式が同時に行われた[1]。
- 1934年11月8日 - 秋季運動会が行われる[1]。
- 1940年3月4日 - 卒業生により紀元2600年記念と卒業記念の植林を大熊にて行う。スギ苗200本。ヒノキ400本が植林される[1]。
- 1941年4月1日 - 豊原国民学校と改称する[1]。
- 1942年3月9日 - 記念植林として大熊へスギ苗500本を植える[1]。
- 1943年
  - 6月26日 - 自転車を初めて購入する[1]。
  - 7月26日 - 国民学校初等科5年以上の児童により草履作競技会を開催する[1]。
  - 8月15日 - 慰問袋を43個発送する[1]。
- 1944年3月10日 - 母親学校が以降三回に渡り開設される[1]。
- 1945年
  - 11月10日 - 航空燃料として供出、準備中だったサツマイモ179貫が自動に配分される[1]。
  - 12月18日 - 田辺海兵団払い下げ品の炊事用巨釜と食器籠をもらい受ける[1]。
- 1946年12月20日 - 昭和南海地震により山津波が発生、民家二戸が崩壊する[1]。
- 1947年 - この年に開校した三川中学校の分教場が併設される[1]。
  - 1月12日 - 校舎改築のための敷地工事が始まる[1]。
  - 2月20日 - 「父母と先生の会」である豊原小学校育友会が結成される[1]。
- 1948年4月 - 豊原小学校と改称する[3]。
  - 7月17日 - 無効となった教育勅語を返還する[1]。
- 1949年
  - 3月11日 - 給食炊事室改築[1]。
  - 6月13日 - 校舎改築上棟式を行う。同日校長住宅を運動場西隅から校舎の東へ移築するために解体する[1]。
  - 10月14・15日 - 新校舎が完成し分教場から復帰する[1]。
  - 12月4日 - 新校舎落成式を行う[1]。
- 1950年
  - 9月3日 - ジェーン台風により運動場の4分の1が岩石と土砂で埋められる。
  - 11月8日 - 京都・奈良・大阪方面へ修学旅行を行う。教員を含め23名が参加する[1]。
- 1954年11月29日 - 三川中学校にて村内児童生徒の人尊弁論大会が開催され、豊原小学校より3名が出場する[1]。
- 1955年
  - 9月15日 - 国旗掲揚台が完成する[1]。
  - 10月29日 - ブランコが完成する[1]。
- 1966年9月 - 木守分教場を三川第二小学校の分校とする[3]。
- 1979年3月31日 - 向山小学校・向山小学校深谷分校と合併し大塔村立三川小学校（のち、田辺市立三川小学校となるが、2015年、田辺市立鮎川小学校 に統合により廃校）となる[3][4]。

- 1979年8月 - 創立100周年記念式典が行われる[3]。

## 閉校後の利用
学校跡には2020年現在、豊原会館が建つ。また、校舎手前に「創立百年之碑」が立ち、略史が刻まれている。また、校歌が刻まれた記念碑立も設置されている。校歌碑は川口良馨の書。

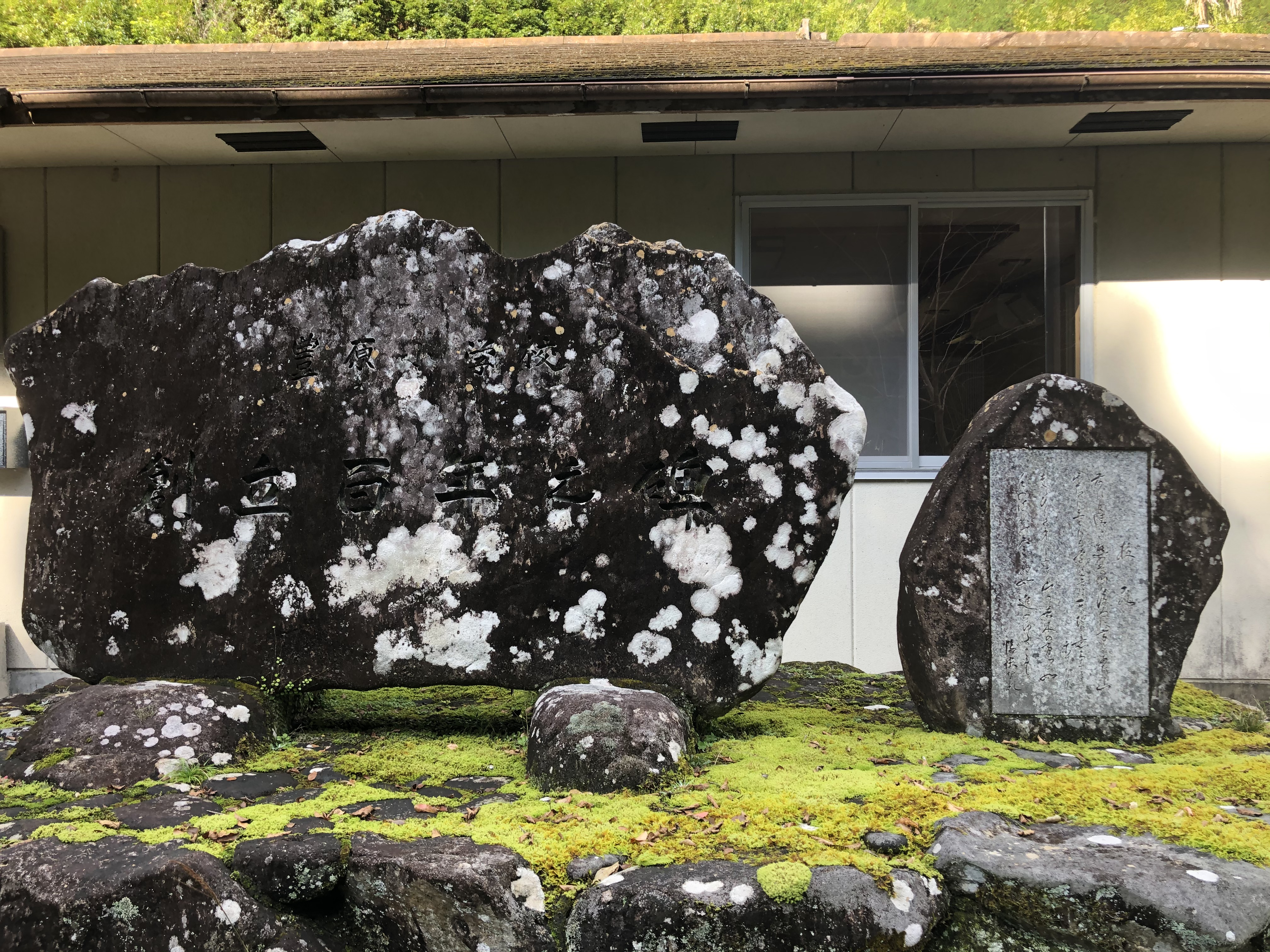
校舎跡地に立つ「創立百年之碑」と校歌の碑

## 校歌
前には清き　熊野の川
うしろに高き　あたご山
そこに立ちたる　学舎は
天地の意気を　示すなり

森のひびき　身にしみて
山の若木の　育つごと
水の流れの　つきぬごと
進みゆくこそ　愉快なれ